# Kushal Pal Singh
Kushal Pal Singh (Bulandshahr, 15 agosto 1931) è un imprenditore indiano, fondatore e presidente della DLF Universal Limited, la più grande società immobiliare indiana e una delle più grandi del mondo in termini di fatturato, capitalizzazione di mercato e patrimonio immobiliare.
Nel 2008, in seguito alla quotazione in borsa della sua azienda, è stato inserito nella lista degli uomini più ricchi del mondo curata dalla rivista Forbes direttamente all'ottavo posto, con un patrimonio stimato in 30 miliardi di dollari. Nel 2009 però, a causa della crisi economica che ha colpito soprattutto il settore immobiliare, il suo patrimonio è stato rivalutato in 5 miliardi, rendendolo il 98º uomo più ricco del mondo. Secondo l'elenco Forbes India Rich del 2024, è la settima persona più ricca in India con un patrimonio netto stimato di 25 miliardi di dollari.

## Biografia
KP Singh è nato nel 1931 a Bulandshahr in una famiglia indù Jat. Suo padre, Chaudhary Mukhtar Singh, era un rinomato avvocato a Bulandshahr. Dopo la laurea in scienze presso il Meerut College, Uttar Pradesh, ha studiato ingegneria aeronautica nel Regno Unito ed è stato successivamente selezionato per l'esercito indiano dal British Officers Services Selection Board, Regno Unito. Fu inserito nel 9.o Deccan Horse nel 1951 rimanendovi col grado di capitano fino al 1960. Nel 1960 entrò a far parte dell'American Universal Electric Company e, subito dopo la sua fusione con DLF Universal Limited nel 1979, assunse la carica di amministratore delegato con Chaudhary Raghuvender Singh.

## Attività
Kushal Pal Singh ha costruito numerosi edifici per uffici, appartamenti, centri commerciali e strutture ricreative antisismici a Gurgaon. Mentre era presidente della DLF, la società ha fatto un'offerta pubblica iniziale (IPO) nel 2007 e ha guadagnato circa 2,24 miliardi di dollari, una delle più grandi IPO in India. La capitalizzazione di mercato della società è aumentata a 24,5 miliardi di dollari, rendendo Singh e la sua famiglia uno dei clan più ricchi del mondo.
Il figlio di Singh, Rajiv, gli è subentrato come presidente del gruppo DLF nel 2020, con una commissione di mantenimento di Rs 250.000 al mese e altri benefici.

## Vita privata
Singh è sposato con Indira Singh, figlia di Raghvendra Singh, il fondatore di DLF Limited. KP Singh ha un figlio, Rajiv Singh, e due figlie, Renuka Talwar e Pia Singh. Tutti e tre i figli lavorano in azienda.

## Polemica
Nell'aprile 2016, il nome di Singh figurava nell'elenco dei nomi di alto profilo pubblicato nei Panama Papers, una serie di 11,5 milioni di documenti riservati creati dal fornitore di servizi aziendali panamense Mossack Fonseca. Il figlio, la moglie, la figlia Pia e suo marito Timmy Sarna fondarono tutti società offshore nelle Isole Vergini britanniche attraverso Mossack Fonseca e furono nominati nei Panama Papers.